# Juliane
 For alternative betydninger, se Juliane (flertydig). (Se også artikler, som begynder med Juliane)
Juliane er et pigenavn.
Det er en alternativ form af Julia eller Julie og har siden middelalderen været udbredt. Navnet stammer fra Julius Cæsar.
Pr. 2014 bærer 792 danskere navnet.

## Kendte personer med navnet
- Juliane Hammer (1861−1895), dansk maler.
- Juliane Henningsen (født 1984), grønlandsk politiker.
- Juliane Marie af Braunschweig-Wolfenbüttel (1729−1796), dronning af Danmark og Norge.
- Juliane Marie Jensen (1760−1832), dansk forfatter.
- Juliane Maria Friderica Moltke (1751−1773), dansk adelsdame.
- Juliane Preisler (født 1959), dansk forfatter.
- Juliane Elander Rasmussen (født 1979), dansk letvægtsroer.
- Juliane Sophie (1788−1850), dansk prinsesse.